# 愛沙尼亞國家廣播電視台

愛沙尼亞國家廣播電視台是愛沙尼亞的國家廣播電視台，成立於2007年6月1日，由愛沙尼亞廣播電台與愛沙尼亞電視台合併而成。2014年9月19日，愛沙尼亞政府批准ERR成立一個俄羅斯語頻道，預計將在2015年9月開始播出。現在ERR擁有兩個電視頻道和五個廣播頻率。
愛沙尼亞國家廣播電視台的愛沙尼亞語名稱中，是和的合成詞，並解作「國家廣播」。

## 頻道

### 電視頻道
| 頻道名稱 | 頻道內容 |
| -------- | -------- |
|          | 綜合頻道 |
|          |          |
|          | 俄語頻道 |

### 廣播頻道
| 頻道名稱 | 頻道內容 |
| -------- | -------- |
|          |          |
|          |          |
|          |          |
|          |          |
|          |          |

## 外部連結
- 官方網站 （页面存档备份，存于）（文）（俄文）（英文）